# Хай-Уиком
Хай-Уиком (англ. High Wycombe [haɪ ˈwɪkəm]) — город на юго-востоке Англии, в графстве Бакингемшир, на расстоянии 47 км западнее Лондона.
Является административным центром района Уиком. Население около 92 000 человек.

## История
Настоящее имя города происходит от названия местной реки Уай (Wye) и английского слова combe, «лесистая долина». В книге страшного суда город был отмечен тем, что имел шесть мельниц.
Первые упоминания о городе на месте современного Хай-Уикома датируются 970 годом. Город имеет богатую историю промышленного производства тканей, бумаги, мебели, электронных приборов и средств связи.
Благодаря близости к Лондону и удобному транспортному сообщению, в городе растет численность населения. Город обозначен как часть государственного плана строительства жилья, и к 2012 году запланировано строительство более 1000 новых домов. Более 30 % жителей Уикома работают в Лондоне.
Интересно, что в этом городе существует ежегодная традиция взвешивания выбранного мэра, которая показывает, как он работает.

## Географические особенности
Хай-Уиком лежит к северо-западу от Лондона в «зелёном поясе». Центр города расположен у подножия холмов Марлоу Эмершем. Регион, в котором расположен Хай-Уиком, является зоной выдающейся естественной красоты — живописные холмы Чилтерн-Хиллс защищены законами от ландшафтных изменений.

## Транспорт
В центре города есть железнодорожная станция с прямым сообщением с Лондоном (26 минут) и Бирмингемом (1 час 30 минут). Автобусный вокзал предоставляет автобусы в Оксфорд (40 минут) и аэропорты Лутон (1 час 30 минут) и Станстед (3 часа).
Город находится вблизи автотрассы М40.

## Достопримечательности
- Памятник Дизраэли